# Fatou Ndiaye (cestista 1962)
Fatou Ndiaye (Dakar, 23 giugno 1962) è un'ex cestista senegalese naturalizzata francese.

## Carriera
Con il Senegal ha disputato i Campionati del mondo del 1979.
Con la Francia ha disputato due edizioni dei Campionati europei (1987, 1989).